# 遊戯 (ドビュッシー)
舞踊詩『遊戯』（仏語：Jeux, poème dansé）は、クロード・ドビュッシーが1912年に作曲した最後のバレエ音楽ならびに最後の管弦楽曲。セルゲイ・ディアギレフが主宰するバレエ・リュス（ロシア・バレエ団）のために舞踊の伴奏音楽として作曲された。
“jeux”という名詞は、「テニスの試合」と、一人の男性を巡って二人の女性が「恋の鞘当て」を演ずることとの掛詞であり、無邪気な子どもの「お遊戯」という意味ではない。“jeux”は英語では“play”のことである。

## 概要
全曲を通して18分程度の長さがある。調性感に乏しいが、冒頭にイ長調の調号が付されており、嬰ヘ長調、ハ長調など様々な調を経て、イ音で終わる。
主題の操作、全体構築がきわめて即興的かつ流動的になっている。主題は加工・変形されてもいいし、またされなくても構わない。ただ反復するだけでもいいし、その場合にテンポや音価の変化が加えられても（むろん加えられなくても）構わない。というように、伝統的な意味での展開や動機労作、楽曲全体の統一性は拒否されており、その意味で「開かれた形式」による新しい楽曲構成法、時間認知を開拓したとして、また(特定の音程と楽器法の密接な関わり合いによる)全く新しいオーケストラ書法の上でも20世紀後半にピエール・ブーレーズ、カールハインツ・シュトックハウゼンらを中心とするグループによって再評価されるようになった。
なお、最初の商業録音は、1947年にヴィクトル・デ・サバタ指揮ローマ聖チェチーリア音楽院管弦楽団によって行われた。

## 作曲の経緯
バレエ・リュスの振付家ヴァーツラフ・ニジンスキーと主宰者ディアギレフは、「テニスをする3人の男女の恋の駆け引き」というバレエのテーマを考案し、筋書きとおおまかな振付を決定した後、1912年7月にドビュッシーに作曲を依頼した。
ドビュッシーはバレエのテーマを“馬鹿げており非音楽的”として断ったが、ニジンスキーがドビュッシーの音楽でなければ嫌だと駄々をこねたため、報酬を2倍の1万ドルに引き上げてドビュッシーに作曲を承諾させた。
バレエ・リュスとドビュッシーの契約は6月28日に交わされ、2ヶ月後の8月23日に曲が完成した。その後、ニジンスキーはバレエの最初と最後をテニスボールが飛んでくるシーンで統一し、音楽も冒頭の和音が結尾で再現されることを希望した。これを受けたディアギレフは10月31日にドビュッシーを訪ねてニジンスキーの要望を伝え、ドビュッシーは手直しを行った。

## 初演
初演は1913年5月15日、完成まもないパリのシャンゼリゼ劇場において、ピエール・モントゥーの指揮、ニジンスキーの台本と振付け、レオン・バクストの美術・衣装によって行われた。主役の3人の男女はニジンスキー、カルサヴィナ、ショーラーが演じた。
しかしながら初演の評価は芳しくなく、2週間後の5月29日に同じ演奏陣によって行われたストラヴィンスキーの『春の祭典』の騒動の陰に隠れてしまった。
ニジンスキーによる振り付けは長い間失われていたが、彼の『春の祭典』を復元したミリセント・ホドソン(Millicent Hodson)とケネス・アーチャー (Kenneth Archer)により復元され、2000年にロンドンのロイヤル・バレエ団により復活上演された。

## 筋書き
初演時に観客に渡された解説文によると、シナリオは次のとおりである。当時のバレエ・リュスとしては、「現代」や「スポーツ」をテーマとしている点で珍しい。
「夕暮れの庭園。テニスボールがなくなって、一人の青年と二人の娘がボールを捜しに登場する。幻想的な光を3人に投げかける大きな電燈の人工的な照明は、子供じみた遊びを思い付かせる。隠れん坊をしたり、鬼ごっこをしてみたり、口喧嘩したり、わけもなく拗ねたりするのである。夜は暖かく、夜空は青白い光に染まっている。3人は抱きしめ合う。ところが、誰かの手をすり抜けた、もう一つのテニスボールが投げ込まれると、魔法は消える。3人の男女は、驚き慌てて、夜の庭園へと姿を消す。」

## 楽器編成
4管編成の大編成であり、厚めの管弦楽法が採られている。弦楽器や金管楽器の弱音器の使用、弦楽器のフラジオレットなどの多彩な特殊奏法、テクスチュアと音色の変幻自在な変化が特徴的である。
ピッコロ2、フルート2、オーボエ3、コーラングレ1、クラリネット（A管、ただしB♭管との持ち替えあり）3、バスクラリネット1、バスーン3、サリュソフォーン1、ホルン（F管）4、トランペット4、トロンボーン3、チューバ1、ティンパニ、トライアングル、タンブリン、シンバル、チェレスタ1、シロフォン、ハープ2、弦楽五部。

## 編曲
いくつかの編曲が行われており、2台ピアノ版はウラディーミル・アシュケナージ親子の録音がある。